# Karl Ziegler (Dichter)

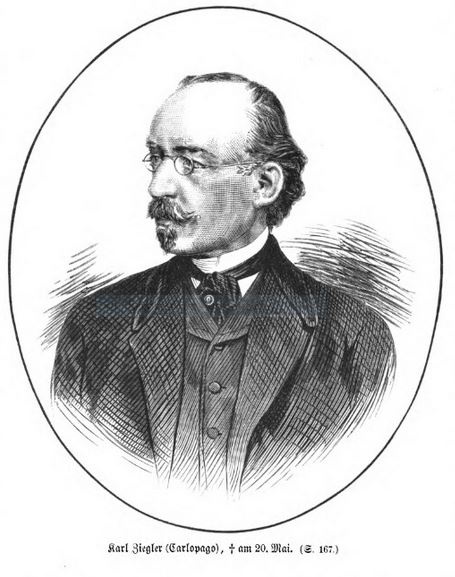
Karl Ziegler

Karl Ziegler (* 12. April 1812 in St. Martin im Innkreis; † 20. Mai 1877 in Wien) war ein österreichischer Poet und Lyriker. Bei zahlreichen Veröffentlichungen verwendete er das Pseudonym Carlopago.

## Kindheit und Jugend
Als Karl Ziegler vier Jahre alt war, starb sein Vater. Die Mutter heiratete wieder und zog mit ihren Kindern 1818 nach Wien. Aufgrund einer beruflichen Veränderung des Stiefvaters zog man bald nach Mödling, bevor man im Jahr 1823 nach Wien zurückkehrte. Seine Erziehung erhielt er durch Privatunterricht. Im Jahr 1827 bezog er die Universität Wien, um sich an ihr philosophischen Studien zu widmen. Doch brachte er sie zu keinem eigentlichen Abschluss.

## Spätere Jahre
Im Jahr 1835 trat er eine Kanzleistelle in der k. k. Schulbücherverlagsdirection an und ließ sich von dort auf eigenen Wunsch nach zweiundzwanzig Jahren in den Ruhestand versetzen. 
Im Jahr 1845 heiratete er und ein Jahr später kam eine Tochter zur Welt. Die Gattin starb jedoch bereits 1847. Zwanzig Jahre später heiratete er die Salzburgerin Rosa Strnad und verlegte seinen Wohnsitz nach Salzburg, wo auch seine Tochter sich im März 1867, im Alter von 21 Jahren, mit dem Buchhändler Ludwig Taube vermählte. Die österreichische Regierung vergab an ihn im selben Jahr die Staatsdotation für verdienstliche Künstler im jährlichen Betrag von 300 Gulden, die er bis zu seinem Lebensende behielt.   
Beginnend im Jahr 1830 unternahm Ziegler bis 1867 verschiedene Reisen und besuchte dabei mehrfach seine Heimat Oberösterreich sowie München, Stuttgart, Nürnberg und Regensburg. Im Jahr 1864 folgte er der Einladung eines Freundes nach Triest und dehnte im Jahr 1867 seine Reisen bis nach Venedig aus.

## Künstlerisches Schaffen
Poetische Regungen erwachten bei dem jungen Karl bereits im Alter von sieben Jahren. Anteil daran hatte sicher auch die Nähe zu Wien und der rege Besuch von Theatern. Der Eintritt ins berufliche Leben im Alter von vierzehn Jahren und eine fortan eher wissenschaftlich geprägte Arbeit verhinderten jedoch die frühzeitige prägende Entfaltung seiner künstlerischen Ambitionen. 1832 veröffentlichte Karl Ziegler unter dem familiären Spitznamen und Pseudonym Carlopago sein erstes Gedicht, eine Ode an den österreichischen Opernsänger Franz Wild. Fortan veröffentlichte er, während er seinem Broterwerb nachging, bei der k. k. Schulbücherverlagsdirection unter diesem Pseudonym weitere Gedichte in Zeitschriften und gab im Jahr 1843 seinen ersten Sammelband mit dem Titel „Gedichte“ bei Brockhaus in Leipzig heraus. Im Laufe der Jahre gab er noch einige Gedichtsammlungen unter folgenden Titeln: „Himmel und Erde“ (Wien 1856); – „Oden“ (Salzburg 1866) und „Vom Kothurn der Lyrik“ (ebd. 1869) heraus. Zwei Trauerspiele, in den Jahren 1834 und 1836 geschrieben, blieben ungedruckt. Er starb in Wien, wo er seit dem Jahre 1877 wieder wohnte, an Typhus am 20. Mai 1877. — Ziegler, dessen Gedichte heute nahezu vergessen sind, fand in zeitgenössischen literarischen Kreisen vielfache Anerkennung. Neben Robert Hamerling galt er als der formenreichste und bedeutendste Lyriker Österreichs.